# 노다르 쿠마리타슈빌리
노다르 다비티스 제 쿠마리타슈빌리(조지아어: ნოდარ დავითის ძე ქუმარიტაშვილი, 1988년 11월 25일 ~ 2010년 2월 12일)는 조지아의 루지선수이다. 그는 동계 올림픽 사상 4번째로 대회 도중 사망한 선수이기도 하다.

## 생애
노다르 쿠마리타슈빌리는 당시 소련의 구성국인 그루지야 소비에트 사회주의 공화국의 보르조미에서 태어났다. 루지선수 집안으로 그의 증조할아버지는 조지아의 첫 루지 트랙을 설계했으며, 아버지 다비트 쿠마리타슈빌리 역시 루지선수 출신으로 조지아 루지 협회의 회장을 역임했다.
2008-2009 세계 루지 선수권 대회에서 55위를 기록하였다. 그 후 2009-2010 세계 루지 선수권 대회에서 28위를 기록하여 32위까지 주어지는 2010년 동계 올림픽 루지 종목 출전 자격을 얻었다.

## 사고와 사망

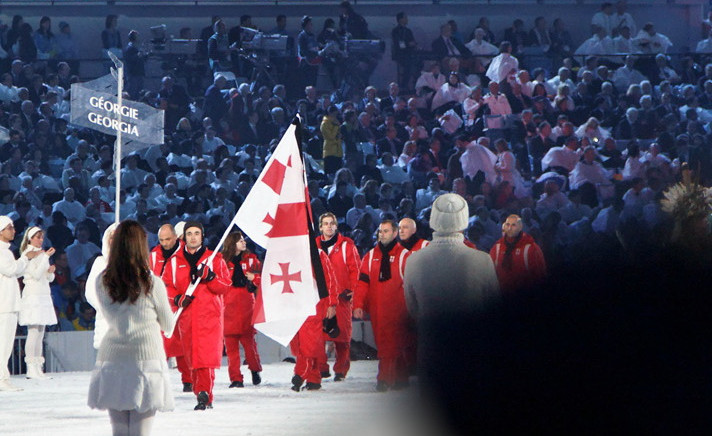
2010년 동계 올림픽 개막식에 입장하고 있는 조지아 선수단

노다르 쿠마리타슈빌리는 2010년 동계 올림픽 개막식을 몇 시간 앞두고 휘슬러 슬라이딩 센터에서 치러진 루지 훈련 도중, 16번 커브 구간의 원심력을 이기지 못하고 썰매에서 튕겨져 나가 쇠기둥에 부딪혀 숨지고 말았다. 향년 23세. 사고가 나기 3일 전 그는 아버지와 전화 통화를 하면서 코스 내 커브가 무섭다고 이야기하여 주위를 안타깝게 했다. 실제로 그가 사고를 당한 구간은 155km/h의 속도가 나오는 구간이다.

### 추모
2월 13일에 열린 2010년 동계 올림픽 개막식에서는 올림픽기와 캐나다 국기가 조기로 게양됐고, 묵념의 시간을 가졌다. 올림픽 개막식에서 조지아 선수단은 그의 죽음을 애도하는 차원에서 검은 리본과 목도리, 완장을 차고 입장했다. 같은 조지아 국가대표 루지선수로 참가했던 레반 구레시즈는 ‘더 이상 경기를 할 수 없다’며 시합에서 기권했다. 당시 대한민국 루지 국가대표로 참가했던 이용도 사고를 목격했다.
2010년 2월 15일 밴쿠버에서 조지아 동료 선수들과 임원들, 국제올림픽위원회(IOC)와 밴쿠버 동계올림픽 조직위원회 관계자들이 참석한 가운데 장례식이 열렸다. 이후 고향 마을에 운구되어 조지아 대통령 미헤일 사카슈빌리 등이 참석한 가운데 장례식을 치렀다.

### 재발 방지와 그 이후
휘슬러 트랙 자체는 문제가 없다는 판정이 내려졌으나, 국제 썰매계에서는 노다르의 사고를 계기로 밴쿠버 동계올림픽 이후 개최되는 국제 썰매 대회에서 트랙의 안전에 더 신경쓰게 됐다. 또한 일정 수준 이상의 대회를 소화하고, 월드컵에서 포인트를 획득해야 올림픽 출전이 가능해지도록 출전권 규정을 강화했다.
노다르 쿠마리타슈빌리와 레반 구레시즈는 조지아 역사상 최초로 동계 올림픽 루지에 출전할 예정이었지만 사고로 무산되었다. 12년 후에 열린 2022년 동계 올림픽에서 노다르 쿠마리타슈빌리의 사촌동생인 사바 쿠마리타슈빌리가 조지아 국가대표로서 처음으로 올림픽 루지 경기에 참가해 완주했다.

## 같이 보기
- 현역 생활 중 사망한 스포츠 선수 목록
- 2010년 동계 올림픽 조지아 선수단
- 올림픽 조지아 선수단
- 2010년 동계 올림픽 루지